# Николай Коперник (группа)
Николай Коперник — музыкальная группа из Москвы, иногда относимая к русскому року. Исполняла своеобразную музыку, в которой прослеживалось влияние фанка, арт-рока, психоделики, электроники, новой волны. Лидер группы — певец, гитарист и композитор Юрий Орлов. Группа была образована в 1981 году и за 12 лет своего существования выпустила несколько магнитоальбомов. Вершиной творчества стал первый из них — «Родина» (1986), который был включён в книгу Кушнира «100 магнитоальбомов советского рока». Песни, вошедшие в этот альбом, написаны на стихи из сборника к 60-летию образования СССР, а сам альбом является одной из вершин постмодернистского искусства Советского Союза того времени.
В мае 1988 года группа выступила на фестивале «Музыканты за мир». В 1993 году группа прекратила своё существование.
В 2005 году возобновила свою деятельность в обновлённом составе. В 2011 году вышел альбом «Огненный лёд».

## Состав
- Юрий Орлов — вокал, гитара, лидер группы и автор большинства текстов и музыки (записывался в «Оберманекен» — 1987, после 1991 — проекты «Ф.И.О.», «Холодная рука Москвы», сольные работы, музыка к фильму «Дети чугунных богов»);
- Олег Андреев — безладовый бас (1984—1991, с 1996 года жил в Колумбии, ныне -  в Екатеринбурге);
- Дмитрий Цветков — барабаны (1986—1991, с 1991 года живёт в Голландии);
- Григорий Целовальников — гитара (1987);
- Алексей Алексеев — гитара (1985—1987, потом играл в группе «Гималаи»);
- Игорь Лень — клавишные (1985—1986, записывался в «Оберманекен» — 1987, затем работал с Лаймой Вайкуле + сольный проект, живёт в США);
- Борис Раскольников — гитара (1986—1988, основатель и хозяин клуба «Третий путь», сольные проекты — «Фантастический Борис Раскольников (ФБР)», «Солнечное эхо»; записывался в «Оберманекен» — 1988—1989);
- Игорь Андреев — альт-саксофон (1986—1990, до этого играл в «Браво»);
- Максим Трефан — клавишные (1987—1988, затем играл в «Вежливом Отказе», «Коррозии металла» («Питон») и «Альянсе», сольные проекты);
- Александр Хуторовский — тромбон (1987—1991);
- Андрей Лукьянов — валторна (1987, затем участвовал в записи пластинки «Нонсенс» Гарика Сукачёва в 1987 году);
- Константин Михеев — труба (1988, затем лидер группы «Сакура»);
- Евгений Осин — перкуссия (1988, затем лидер группы «Дед Мороз», сольный проект);
- Константин Баранов — гитара (1986—1989, затем играл в «Альянсе», с 1992 года живёт в США);
- Константин Гаврилов — клавишные (1989, до этого играл в «Альянсе», с 1990 года живёт в США);
- Константин Смирнов — клавишные (1988, затем в группе «Моральный кодекс»);
- Владимир Гуськов — гитара (1989—1991, с 1991 года живёт в Голландии);
- Павел Хотин — клавишные (1989, 2005, играл в группах «Звуки Му», «Тетрис», записывался в Оберманекен — 1998);
- Сергей Хазанов — гитара (1990, + группа «Гималаи»);
- Петр Миков — гитара (+ группа «Конец Фильма»);
- Владислав «Rush» Ицкович — барабаны (текущий состав).

## Дискография
1. «Родина» (1985, магнитоальбом; 2005 cd)
2. «Северный Путь» (1987, магнитоальбом)
3. «Голова в пространстве» (1988, магнитоальбом)
4. «Концерт в Риге» (1988, магнитоальбом)
5. «Концерт в Тиране» (1989, магнитоальбом, з/р О. Сальхов)
6. «Ослеплённый от солнца» (BSA Records 1989/1993, cd, з/р О. Сальхов)
7. «Голова в пространстве» (сингл) («Фирма Мелодия» 1989, винил)
8. «Генерал Галактики» (1990)
9. «Зеркала» (1991)
10. «Огненный лёд» (2010, Мазай коммуникейшенс)